# No-win situation

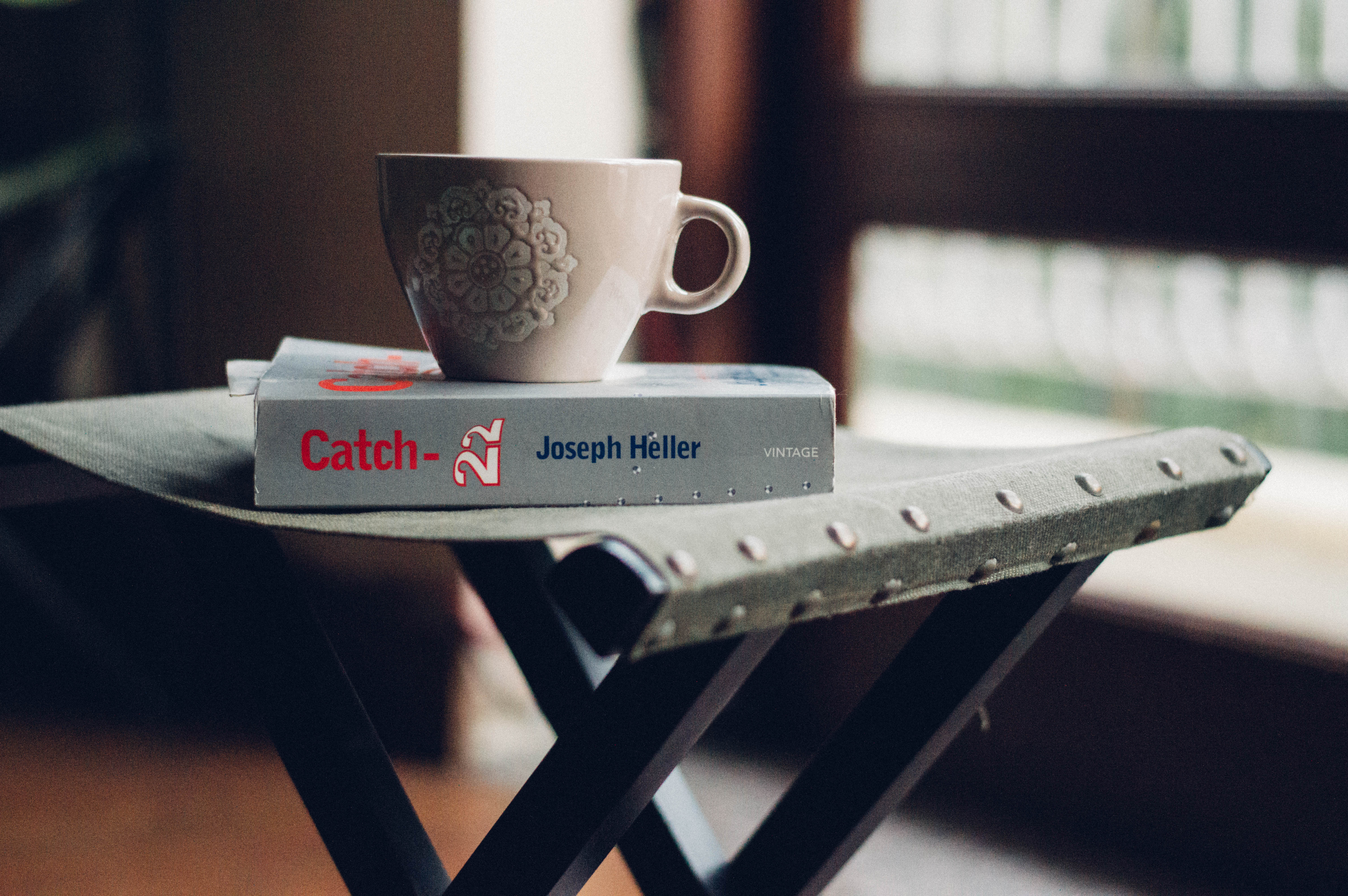
Situace ztráty bývá často označována také jako Hlava 22 podle stejnojmenného románu Josepha Hellera (anglicky Catch-22).

No-win situation, jiným názvem situace ztráty (lose-lose situation) nebo také Hlava 22, je taková situace, kdy má člověk výběr, ale žádné rozhodnutí nevede k úspěchu.
Jestliže kat nabídne odsouzenému možnosti, zda chce být oběšen, zastřelen nebo otráven, všechny volby vedou k smrti. Tedy pro odsouzeného k „no-win situation“. Jednoduše řečeno, v této bezútěšné situaci je jedno, pro co se dotyčný rozhodne, výsledek bude vždy stejný. Osoba, jíž byla dána volba, nevyhraje.
Další příklad, jestliže má člověk na výběr k jídlu šunkový sendvič nebo roastbeef a osoba je vegetarián nebo trpí alergií, lze takovou situaci pokládat za „no-win situation“.
Příkladem války typu „no-win situation“ je tzv. Pyrrhovo vítězství, ve kterém je válečné vítězství příliš draze zaplacené, aby mohlo být považováno za výhru.

## Z historie
V reformační Evropě byly někdy obviněné čarodějnice svázány a hozeny do vody, aby se zjistila jejich nevina. Lidé věřili, že pravá čarodějnice bude plavat na hladině a neutone (protože ji spojení s ďáblem zachrání před utopením). Jde o typickou „no-win situation“.

## Teorie her
V teorii her jde o takovou situaci, kdy žádný hráč nezískává prospěch a situace obecně končí pro hráče výhradně nepříznivým způsobem. Jsou to situace tohoto typu:
- Situace s nevyhnutelnými nebo nepředvídatelnými podmínkami – situace se změní poté, kdy se člověk rozhodl.
- Nevýhoda tahu neboli Zugzwang je termín ze šachové terminologie. Označuje pozici, při které je pro hráče nevýhodné, že musí táhnout. Ideální by pro něho bylo nedělat nic.
- Situace, ve které má jednotlivec uskutečnit dvě akce, která jsou vzájemně závislé jedna na druhé, jedna podmiňuje druhou. Hlava 22 je termín, který vytvořil Joseph Heller v románu Hlava XXII. Popisuje obtížné rozhodování v pravidlech, nařízeních, postupech nebo situacích, kde není žádný reálný výběr. V teorii pravděpodobnosti se to vztahuje k situacím, kde existuje množství pravděpodobných událostí. Žádoucí výsledek vyplývá z vlivu těchto události, ale je nulová pravděpodobnost, že se stanou výhradně tím správným způsobem, aby bylo výsledku dosaženo.
- Situace, které byly špatně vyhodnoceny
- Situace, kdy nejlepší rozhodnutí pro jednotlivce nevede k optimálnímu výsledku pro další zúčastněné, tzv. vězňovo dilema.
- Tramvajové dilema – Po kolejích jede nezastavitelná tramvaj, která může v přímém směru zabít pět pracujících, nebo zásahem výhybkáře může být tramvaj odkloněna na vedlejší kolej, kde zabije jednoho člověka.

## V populární kultuře
Význam rozhodnutí v situaci, kdy není možné vyhrát, se již několikrát objevil například ve Star Treku, jako jeden z testů prověření velících schopností kapitána. Jednalo se o simulaci s názvem Kobayashi Maru a poprvé se s ní mohli diváci filmu setkat v roce 1980; podruhé v nejnovějším pokračování filmové série v roce 2009.
Ve filmu Válečné hry je zobrazena situace, kdy počítač s umělou inteligencí WOPR použije simulaci všech možných průběhů hry piškvorky (ve formě Tic Tac Toe, tedy na poli 3x3) jako metaforu pro všechny možné scénáře jaderné války. Poté, co každý scénář vede k obrovské destrukci na obou stranách (skrze tzv. vzájemně zaručené zničení), dojde WOPR k závěru, že „jediný způsob jak vyhrát je nehrát.“